# Ottoboy

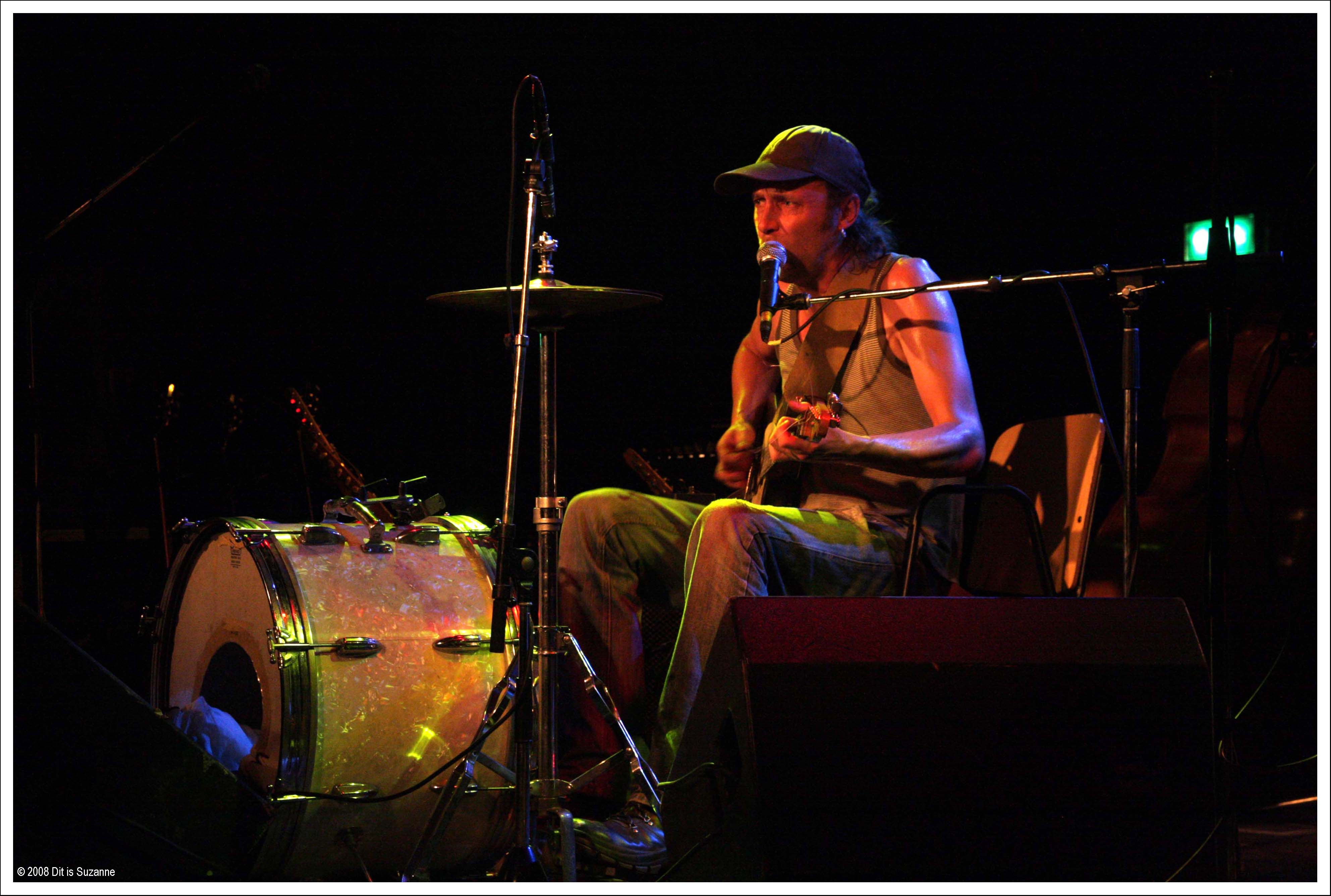
Ottoboy in Vera (Groningen) in 2008

Ottoboy The Oneman Trashband is een eenmansband, rond de eeuwwisseling opgericht door en bestaande uit de Nederlandse zanger en muzikant Jaap Elzenga.
Elzenga bespeelt als Ottoboy gelijktijdig onder meer gitaar, basdrum en hihat. Ottoboy en Trashband verwijzen naar zijn achtergrond als vuilnisman.
De nummers op zijn album Down With The Upbeat (2007) zijn kort. Elzenga: "Meestal heb ik maar één of twee ideetjes voor een liedje, en dan heb je het in één à twee minuten wel gehoord." Bij de opnames zijn samples gebruikt.
Elzenga haalde in 2002 het nieuws toen hij werd ontslagen omdat hij weigerde te roken tijdens een rookpauze. Hij maakt(e) deel uit van bands als The Vega Leather Butt Show, De Gozers, The Slo-Tones, The Teardrops, Ottodelic (duo), Dancing Dollekamp en De Snex.
Op het NDSM terrein in Amsterdam runt Elzenga zijn eigen opnamestudio, de Ottoboy Recording Studio, waar onder meer het eerste volledige album van ET Explore Me werd opgenomen.

## Discografie
- Raw Und Primitiv (EP/CDr/Promo – Alles Los Agency, 2004)[6]
- Down With The Upbeat (CD/LP – Silvox, 2007)[7]
- OTTOBOY (digitaal album met twee nummers, 2015)[8]